# Piacenza Calcio 1980-1981
Questa pagina raccoglie le informazioni riguardanti il Piacenza Calcio nelle competizioni ufficiali della stagione 1980-1981.

## Stagione
A Piacenza si chiude il ciclo di presidenza di Luigi Loschi, iniziato nel febbraio 1972, il nuovo presidente è Gian Mario Mori. La squadra viene profondamente rinnovata, a partire dall'allenatore, viene chiamato Giacomo Losi, valoroso ex difensore romanista, ma la squadra biancorossa patisce in attacco le cessioni di Sante Crepaldi ceduto alla Fiorentina e Giuliano Fiorini al Bologna, segna poco e pur disponendo di una discreta difesa, non riesce a finalizzare il lavoro dei centrocampisti. Al termine del girone di andata salta la panchina di Giacomo Losi, sostituito dal ritorno di Bruno Fornasaro, che riesce nell'impresa di portare in salvo il Piacenza.
Nella stagione 1980-1981 il Piacenza ha disputato il girone A del campionato di Serie C1. Con 29 punti si è piazzato in 14ª posizione di classifica, con tre punti di vantaggio sulle retrocesse. Il torneo è stato vinto con 46 punti dalla Reggiana e dalla Cremonese che hanno ottenuto la promozione in Serie B. Scendono in C2 Casale, Novara, Spezia e Prato.
Nella Coppa Italia di Serie C il Piacenza nel sesto girone di qualificazione, elimina il Fanfulla ed il Sant'Angelo Lodigiano. Nei sedicesimi della manifestazione elimina la Pro Patria, negli ottavi elimina la Lucchese, nei quarti perde il doppio confronto con la Sanremese che accede alla semifinale.

## Rosa
| N. |                   | Ruolo | Calciatore          |
| -- | ----------------- | ----- | ------------------- |
|    | Italia (bandiera) | A     | Fausto Belli        |
|    | Italia (bandiera) | A     | Guglielmo Coppola   |
|    | Italia (bandiera) | C     | Claudio Legnani     |
|    | Italia (bandiera) | D     | Andrea Maiani       |
|    | Italia (bandiera) | D     | Alberto Mariani     |
|    | Italia (bandiera) | C     | Denis Mendoza       |
|    | Italia (bandiera) | C     | Odilio Moro         |
|    | Italia (bandiera) | A     | Michele Morra       |
|    | Italia (bandiera) | D     | Giampietro Percassi |
|    | Italia (bandiera) | P     | Gian Nicola Pinotti |

| N. |                   | Ruolo | Calciatore        |
| -- | ----------------- | ----- | ----------------- |
|    | Italia (bandiera) | A     | Stefano Quattrini |
|    | Italia (bandiera) | A     | Ernestino Ramella |
|    | Italia (bandiera) | C     | Leonardo Rossi    |
|    | Italia (bandiera) | D     | Giuseppe Secchi   |
|    | Italia (bandiera) | P     | Roberto Serena    |
|    | Italia (bandiera) | C     | Evert Skoglund    |
|    | Italia (bandiera) | D     | Uldarico Tretter  |
|    | Italia (bandiera) | C     | Stefano Trovati   |
|    | Italia (bandiera) | D     | Luigi Vetere      |
|    | Italia (bandiera) | D     | Roberto Vichi     |

## Risultati

### Campionato

#### Girone di andata
| Arbitro: | Da Pozzo (Monza) |

|              |           |             |
| Skoglund 50’ | Marcatori | 53’ Colusso |

| Arbitro: | Sguizzato (Verona) |

|  |           |                       |
|  | Marcatori | 53’ Mendoza 85’ Belli |

| Piacenza 12 ottobre 1980 3ª giornata | Piacenza        | 0 – 0 | Sant'Angelo | Stadio Galleana\| Arbitro: \| Ongaro (Rovigo) \| |
| Arbitro:                             | Ongaro (Rovigo) |       |             |                                                  |

| Arbitro: | Esposito (Torre del Greco) |

|              |           |  |
| Bresolin 28’ | Marcatori |  |

| Arbitro: | Zumbo (Reggio Calabria) |

|  |           |                          |
|  | Marcatori | 11’ Ballardini 31’ Mochi |

| Piacenza 2 novembre 1980 6ª giornata | Piacenza      | 0 – 0 | Mantova | Stadio Galleana\| Arbitro: \| Testa (Prato) \| |
| Arbitro:                             | Testa (Prato) |       |         |                                                |

| Forlì 9 novembre 1980 7ª giornata | Forlì             | 0 – 0 | Piacenza | Stadio Tullo Morgagni\| Arbitro: \| Ramicone (Tivoli) \| |
| Arbitro:                          | Ramicone (Tivoli) |       |          |                                                          |

| Arbitro: | Laricchia (Bari) |

|               |           |  |
| Quattrini 79’ | Marcatori |  |

| Arbitro: | Pampana (Pisa) |

|                      |           |  |
| Pietropaolo 58’, 86’ | Marcatori |  |

| Arbitro: | Lorenzetti (Macerata) |

|                     |           |             |
| Skoglund 84’ (rig.) | Marcatori | 62’ Mossini |

| Arbitro: | Sala (Lecco) |

|                             |           |                    |
| Amato 30’ (rig.) Giglio 71’ | Marcatori | 36’ (rig.) Mendoza |

| Arbitro: | Rinaldi (Caserta) |

|                  |           |                           |
| Skoglund 8’, 20’ | Marcatori | 34’ Vieri 76’ F. Marangon |

| Empoli 21 dicembre 1980 13ª giornata | Empoli                      | 0 – 0 | Piacenza | Stadio Comunale\| Arbitro: \| Pellicanò (Reggio Calabria) \| |
| Arbitro:                             | Pellicanò (Reggio Calabria) |       |          |                                                              |

| Arbitro: | Palmeri (Bolzano) |

|             |           |               |
| O. Moro 78’ | Marcatori | 53’ G. Bonini |

| Arbitro: | Lussana (Bergamo) |

|           |           |  |
| Testa 30’ | Marcatori |  |

| Arbitro: | Luci (Firenze) |

|              |           |              |
| Skoglund 18’ | Marcatori | 61’ Matteoni |

| Arbitro: | Greco (Lecce) |

|            |           |  |
| Grilli 59’ | Marcatori |  |

#### Girone di ritorno
| Arbitro: | Falsetti (Roma) |

|          |           |  |
| Nuti 86’ | Marcatori |  |

| Arbitro: | Pezzella (Frattamaggiore) |

|                          |           |  |
| Skoglund 16’ Ramella 24’ | Marcatori |  |

| Arbitro: | Coppetelli (Tivoli) |

|               |           |            |
| Mulinacci 31’ | Marcatori | 5’ Ramella |

| Arbitro: | Leni (Perugia) |

|  |           |             |
|  | Marcatori | 69’ Ascagni |

| Arbitro: | Rinaldi (Caserta) |

|           |           |  |
| Mochi 74’ | Marcatori |  |

| Arbitro: | Pampana (Pisa) |

|                            |           |  |
| Pozzi 6’ Frutti 53’ (rig.) | Marcatori |  |

| Arbitro: | Pellicanò (Reggio Calabria) |

|                                 |           |             |
| Trovati 31’ Skoglund 85’ (rig.) | Marcatori | 89’ Beccati |

| Arbitro: | Vallesi (Pisa) |

|                            |           |  |
| Bocchio 30’ Cianchetti 65’ | Marcatori |  |

| Arbitro: | Rufo (Roma) |

|                                       |           |                  |
| Trovati 23’ Ramella 66’ Quattrini 70’ | Marcatori | 80’, 87’ Vertova |

| Arbitro: | Sguizzato (Verona) |

|                                                           |           |  |
| Galasso 12’ Zandoli 17’, 69’ Erba 19’ (rig.) Matteoli 35’ | Marcatori |  |

| Arbitro: | Lamorgese (Potenza) |

|             |           |                       |
| Mendoza 51’ | Marcatori | 12’ (aut.) A. Mariani |

| Arbitro: | Valente (Monfalcone) |

|  |           |              |
|  | Marcatori | 84’ L. Rossi |

| Arbitro: | Cerquoni (Macerata) |

|                             |           |  |
| A. Mariani 65’ L. Rossi 83’ | Marcatori |  |

| Casale Monferrato 17 maggio 1981 31ª giornata | Casale       | 0 – 0 | Piacenza | Stadio Natale Palli\| Arbitro: \| Baldi (Roma) \| |
| Arbitro:                                      | Baldi (Roma) |       |          |                                                   |

| Arbitro: | Corigliano (Crotone) |

|                               |           |                           |
| Skoglund 13’ (rig.) Belli 57’ | Marcatori | 45+1’ Poli 76’ Vernacchia |

| Arbitro: | Esposito (Torre del Greco) |

|  |           |             |
|  | Marcatori | 35’ Mendoza |

| Arbitro: | Grava (Conegliano) |

|                     |           |                          |
| Skoglund 66’ (rig.) | Marcatori | 34’ Antonelli 85’ Basili |

### Coppa Italia

#### Sesto girone
| Arbitro: | De Marchi (Novara) |

|  |           |              |
|  | Marcatori | 27’ Skoglund |

| 31 agosto 1980 2ª giornata |  | – Turno riposo Piacenza |  |  |

| Piacenza 3 settembre 1980 3ª giornata | Piacenza       | 0 – 0 | Fanfulla | Stadio Galleana\| Arbitro: \| Manzone (Asti) \| |
| Arbitro:                              | Manzone (Asti) |       |          |                                                 |

| Arbitro: | Damiani (Ascoli Piceno) |

|                                                        |           |  |
| Mulinacci 5’ (aut.) Belli 11’ Skoglund 69’ O. Moro 73’ | Marcatori |  |

| 14 settembre 1980 5ª giornata |  | – Turno riposo Piacenza |  |  |

| Arbitro: | Baldini (Livorno) |

|             |           |           |
| Cipelli 79’ | Marcatori | 19’ Vichi |

#### Turni ad eliminazione
| Arbitro: | Lugli (Reggio Emilia) |

|                                               |           |                               |
| Skoglund 8’ (rig.) Belli 38’, 81’ Ramella 78’ | Marcatori | 6’ Frara 64’ (rig.) Rovellini |

| Arbitro: | Bragagnini (Cervignano del Friuli) |

|              |           |  |
| Bardelli 69’ | Marcatori |  |

| Arbitro: | Ongaro (Rovigo) |

|                  |           |  |
| Ramella 20’, 65’ | Marcatori |  |

| Lucca 18 febbraio 1981 Ottavi Ritorno | Lucchese     | 0 – 0 | Piacenza | Stadio Porta Elisa\| Arbitro: \| Baldi (Roma) \| |
| Arbitro:                              | Baldi (Roma) |       |          |                                                  |

| Arbitro: | Polacco (Conegliano) |

|           |           |                               |
| Belli 85’ | Marcatori | 55’ Pietropaolo 73’ Prunecchi |

| Arbitro: | Da Pozzo (Monza) |

|              |           |           |
| Cecchini 15’ | Marcatori | 46’ Vichi |